# 대한민국 민법 제392조
대한민국 민법 제392조는 이행지체 중의 손해배상에 대한 민법 채권법 조문이다.

## 조문
제392조(이행지체 중의 손해배상) 채무자는 자기에게 과실이 없는 경우에도 그 이행지체 중에 생긴 손해를 배상하여야 한다. 그러나 채무자가 이행기에 이행하여도 손해를 면할 수 없는 경우에는 그러하지 아니하다.

第392條(履行遲滯 中의 損害賠償) 債務者는 自己에게 過失이 없는 境遇에도 그 履行遲滯 中에 생긴 損害를 賠償하여야 한다. 그러나 債務者가 履行期에 履行하여도 損害를 免할 수 없는 境遇에는 그러하지 아니하다.

## 사례
지는 갑 소유 건물을 임차보증금 2천만 원, 월세 20만 원에 임차하고 임차기간만료일에 임차물을 갑에게 반환하기로 하고 임차기간이 만료된 후 갑이 임차보증금을 지급제시했으나 제가 새로 이사갈 곳을 구하지 못해 차일피일 반환을 미루던 중 인근 건물의 화재로 위 임차건물이 소실된 경우, 지가 임차건물반환기일을 경과함으로써 이행지체에 있던 중, 이웃건물의 화재로(즉, 귀하의 책임없는 사유로 인해) 임차물이 연소되어 이행불능이 되었기 때문에 이행기일에 임차물을 반환했다 하더라도 역시 발생될 수 있는 손해이기 때문에 귀하는 건물의 소실에 대한 손해배상책임은 지지 않는다

## 참고 문헌
- 오현수, 일본민법, 진원사, 2014. ISBN 978-89-6346-345-2
- 오세경, 대법전, 법전출판사, 2014 ISBN 978-89-262-1027-7
- 이준현, LOGOS 민법 조문판례집, 미래가치, 2015. ISBN 979-1-155-02086-9